# Tennis ai Giochi della XXXI Olimpiade - Doppio maschile
Il torneo di doppio maschile ai Giochi olimpici di Rio de Janeiro del 2016 si è svolto dal 6 luglio al 12 agosto all'Olympic Tennis Center su campi di cemento outdoor. I match si sono svolti al meglio dei due set su tre. Non è stato previsto il tiebreak nei set finali.

## Calendario
| Agosto  | 6                 | 7                 | 8                   | 9      | 10                           | 11         | 12     |
| Mattina | 11.00             | 11.00             | 11.00               | 11.00  | -                            | 11.00      | 12.00  |
| ------- | ----------------- | ----------------- | ------------------- | ------ | ---------------------------- | ---------- | ------ |
|         | Primo turno (32°) | Primo turno (32°) | Secondo turno (16°) | Quarti | Match cancellati per pioggia | Semifinali | Finali |

## Medagliere
| Evento          | Oro                     | Argento                   | Bronzo                  |
| Doppio maschile | Marc López Rafael Nadal | Florin Mergea Horia Tecău | Steve Johnson Jack Sock |

## Qualificati
Il 6 giugno 2016 l'ITF ha diramato la lista delle coppie iscritte al torneo. Di seguito è riportato l'elenco completo dei partecipanti stilato in base al ranking ATP del 6 giugno 2016. Sono qualificate 32 coppie, di cui 24 qualificate direttamente in base ai ranking combinati (fra singolare e doppio), e 8 invitate dalla federazione internazionale. I giocatori inseriti nella top 10 del ranking di doppio hanno diritto a un partner a scelta della propria federazione, indipendentemente dal ranking. Segnate con un asterisco le coppie invitate.
Argentina, Brasile, Francia, Regno Unito, Spagna e Stati Uniti possono schierare due coppie.
| Paese         | Coppie                                                                      |
| ------------- | --------------------------------------------------------------------------- |
| Argentina     | Federico Delbonis / Guillermo Durán Juan Martín del Potro / Máximo González |
| Australia     | Chris Guccione / John Peers                                                 |
| Austria       | Oliver Marach / Alexander Peya                                              |
| Bielorussia   | Aljaksandr Bury / Maks Mirny                                                |
| Brasile       | Marcelo Melo / Bruno Soares Thomaz Bellucci / André Sá                      |
| Canada        | Daniel Nestor / Vasek Pospisil                                              |
| Cile          | Julio Peralta / Hans Podlipnik-Castillo                                     |
| Colombia      | Juan Sebastián Cabal / Robert Farah                                         |
| Croazia       | Marin Čilić / Marin Draganja                                                |
| Francia       | Pierre-Hugues Herbert / Nicolas Mahut Gaël Monfils / Jo-Wilfried Tsonga     |
| Germania      | Philipp Kohlschreiber / Jan-Lennard Struff                                  |
| India         | Rohan Bopanna / Leander Paes                                                |
| Italia        | Fabio Fognini / Andreas Seppi                                               |
| Messico       | Santiago González / Miguel Ángel Reyes Varela                               |
| Nuova Zelanda | Marcus Daniell / Michael Venus                                              |
| Paesi Bassi   | Robin Haase / Jean-Julien Rojer                                             |
| Polonia       | Łukasz Kubot / Marcin Matkowski                                             |
| Portogallo    | Gastão Elias / João Sousa                                                   |
| Rep. Ceca     | Lukáš Rosol / Radek Štěpánek                                                |
| Regno Unito   | Andy Murray / Jamie Murray Colin Fleming / Dominic Inglot                   |
| Romania       | Florin Mergea / Horia Tecău                                                 |
| Serbia        | Novak Đoković / Nenad Zimonjić                                              |
| Slovacchia    | Andrej Martin / Igor Zelenay                                                |
| Spagna        | Roberto Bautista Agut / David Ferrer Rafael Nadal / Marc López              |
| Thailandia    | Sanchai Ratiwatana / Sonchat Ratiwatana                                     |
| Ucraina       | Illja Marčenko / Denys Molčanov                                             |
| Stati Uniti   | Brian Baker / Rajeev Ram Steve Johnson / Jack Sock                          |

## Teste di serie
1. Pierre-Hugues Herbert /  Nicolas Mahut (primo turno)
2. Andy Murray /  Jamie Murray (primo turno)
3. Marcelo Melo /  Bruno Soares (quarti di finale)
4. Gaël Monfils /  Jo-Wilfried Tsonga (primo turno)

1. Florin Mergea /  Horia Tecău (finale, argento)
2. Marc López /  Rafael Nadal (campioni, oro)
3. Daniel Nestor /  Vasek Pospisil (semifinale, quarto posto)
4. Roberto Bautista Agut /  David Ferrer (quarti di finale)

## Tabellone

### Legenda
- TRI = Invitato dalla Tripartite Commission
- IP = Invitati dall'ITF
- Alt = Alternate
- PR = Protected Ranking

- w/o = Walkover
- r = Ritirato
- d = Squalificato

### Fase finale
|  | Semifinali | Semifinali                   | Semifinali                   | Semifinali | Semifinali |  |  | Finale          | Finale                       | Finale                       | Finale | Finale |  |
|  |            |                              |                              |            |            |  |  |                 |                              |                              |        |        |  |
|  |            | Steve Johnson Jack Sock      | Steve Johnson Jack Sock      | 3          | 5          |  |  |                 |                              |                              |        |        |  |
|  | 5          | Florin Mergea Horia Tecău    | Florin Mergea Horia Tecău    | 6          | 7          |  |  | 5               | Florin Mergea Horia Tecău    | 2                            | 6      | 4      |  |
|  | 6          | Marc López Rafael Nadal      | Marc López Rafael Nadal      | 7          | 7          |  |  | 6               | Marc López Rafael Nadal      | 6                            | 3      | 6      |  |
|  | 7          | Daniel Nestor Vasek Pospisil | Daniel Nestor Vasek Pospisil | 61         | 64         |  |  |                 |                              |                              |        |        |  |
|  |            |                              |                              |            |            |  |  |                 |                              |                              |        |        |  |
|  |            |                              |                              |            |            |  |  | Finale 3º posto |                              |                              |        |        |  |
|  |            |                              |                              |            |            |  |  |                 |                              |                              |        |        |  |
|  |            |                              |                              |            |            |  |  |                 | Steve Johnson Jack Sock      | Steve Johnson Jack Sock      | 6      | 6      |  |
|  |            |                              |                              |            |            |  |  | 7               | Daniel Nestor Vasek Pospisil | Daniel Nestor Vasek Pospisil | 2      | 4      |  |

### Parte alta
|  | Primo turno | Primo turno                    | Primo turno                    | Primo turno | Primo turno |  |  | Secondo turno | Secondo turno              | Secondo turno              | Secondo turno            | Secondo turno            |   |   | Quarti di finale | Quarti di finale | Quarti di finale | Quarti di finale | Quarti di finale |   |   | Semifinale | Semifinale | Semifinale | Semifinale | Semifinale |  |
|  |             |                                |                                |             |             |  |  |               |                            |                            |                          |                          |   |   |                  |                  |                  |                  |                  |   |   |            |            |            |            |            |  |
|  | 1           | P-H Herbert N Mahut            | P-H Herbert N Mahut            | 64          | 3           |  |  |               |                            |                            |                          |                          |   |   |                  |                  |                  |                  |                  |   |   |            |            |            |            |            |  |
|  |             | JS Cabal R Farah               | JS Cabal R Farah               | 7           | 6           |  |  |               | JS Cabal R Farah           | JS Cabal R Farah           | 4                        | 61                       |   |   |                  |                  |                  |                  |                  |   |   |            |            |            |            |            |  |
|  | IP          | J Peralta H Podlipnik-Castillo | J Peralta H Podlipnik-Castillo | 2           | 2           |  |  |               | S Johnson J Sock           | S Johnson J Sock           | 6                        | 7                        |   |   |                  |                  |                  |                  |                  |   |   |            |            |            |            |            |  |
|  |             | S Johnson J Sock               | S Johnson J Sock               | 6           | 6           |  |  |               |                            |                            |                          |                          |   |   |                  | S Johnson J Sock | S Johnson J Sock | 6                | 6                |   |   |            |            |            |            |            |  |
|  |             | Ł Kubot M Matkowski            | Ł Kubot M Matkowski            | 6           | 7           |  |  |               |                            | 8                          | R Bautista Agut D Ferrer | R Bautista Agut D Ferrer | 4 | 2 |                  |                  |                  |                  |                  |   |   |            |            |            |            |            |  |
|  |             | R Bopanna L Paes               | R Bopanna L Paes               | 4           | 6           |  |  |               | Ł Kubot M Matkowski        | Ł Kubot M Matkowski        | 3                        | 65                       |   |   |                  |                  |                  |                  |                  |   |   |            |            |            |            |            |  |
|  | IP          | L Rosol R Štěpánek             | L Rosol R Štěpánek             | 1           | 4           |  |  | 8             | R Bautista Agut D Ferrer   | R Bautista Agut D Ferrer   | 6                        | 7                        |   |   |                  |                  |                  |                  |                  |   |   |            |            |            |            |            |  |
|  | 8           | R Bautista Agut D Ferrer       | R Bautista Agut D Ferrer       | 6           | 6           |  |  |               |                            |                            |                          |                          |   |   |                  | S Johnson J Sock | S Johnson J Sock | 3                | 5                |   |   |            |            |            |            |            |  |
|  | 3           | M Melo B Soares                | M Melo B Soares                | 6           | 7           |  |  |               |                            |                            |                          |                          |   |   |                  |                  | 5                | F Mergea H Tecău | F Mergea H Tecău | 6 | 7 |            |            |            |            |            |  |
|  | IP          | Sa Ratiwatana So Ratiwatana    | Sa Ratiwatana So Ratiwatana    | 0           | 61          |  |  | 3             | M Melo B Soares            | M Melo B Soares            | 6                        | 6                        |   |   |                  |                  |                  |                  |                  |   |   |            |            |            |            |            |  |
|  |             | M Čilić M Draganja             | M Čilić M Draganja             | 2           | 2           |  |  |               | N Đoković N Zimonjić       | N Đoković N Zimonjić       | 4                        | 4                        |   |   |                  |                  |                  |                  |                  |   |   |            |            |            |            |            |  |
|  |             | N Đoković N Zimonjić           | N Đoković N Zimonjić           | 6           | 6           |  |  |               |                            |                            |                          |                          |   |   | 3                | M Melo B Soares  | 4                | 7                | 2                |   |   |            |            |            |            |            |  |
|  | IP          | S González MÁ Reyes Varela     | S González MÁ Reyes Varela     | 6           | 6           |  |  |               |                            | 5                          | F Mergea H Tecău         | 6                        | 5 | 6 |                  |                  |                  |                  |                  |   |   |            |            |            |            |            |  |
|  |             | C Fleming D Inglot             | C Fleming D Inglot             | 3           | 0           |  |  | IP            | S González MÁ Reyes Varela | S González MÁ Reyes Varela | 3                        | 69                       |   |   |                  |                  |                  |                  |                  |   |   |            |            |            |            |            |  |
|  |             | F Delbonis G Durán             | F Delbonis G Durán             | 3           | 2           |  |  | 5             | F Mergea H Tecău           | F Mergea H Tecău           | 6                        | 7                        |   |   |                  |                  |                  |                  |                  |   |   |            |            |            |            |            |  |
|  | 5           | F Mergea H Tecău               | F Mergea H Tecău               | 6           | 6           |  |  |               |                            |                            |                          |                          |   |   |                  |                  |                  |                  |                  |   |   |            |            |            |            |            |  |

### Parte bassa
|  | Primo turno | Primo turno             | Primo turno             | Primo turno | Primo turno |  |  | Secondo turno | Secondo turno           | Secondo turno       | Secondo turno     | Secondo turno     |   |   | Quarti di finale | Quarti di finale    | Quarti di finale    | Quarti di finale    | Quarti di finale    |    |    | Semifinale | Semifinale | Semifinale | Semifinale | Semifinale |  |
|  |             |                         |                         |             |             |  |  |               |                         |                     |                   |                   |   |   |                  |                     |                     |                     |                     |    |    |            |            |            |            |            |  |
|  | 6           | M López R Nadal         | M López R Nadal         | 6           | 6           |  |  |               |                         |                     |                   |                   |   |   |                  |                     |                     |                     |                     |    |    |            |            |            |            |            |  |
|  |             | R Haase J-J Rojer       | R Haase J-J Rojer       | 4           | 4           |  |  | 6             | M López R Nadal         | 6                   | 5                 | 6                 |   |   |                  |                     |                     |                     |                     |    |    |            |            |            |            |            |  |
|  |             | JM del Potro M González | JM del Potro M González | 6           | 7           |  |  |               | JM del Potro M González | 3                   | 7                 | 2                 |   |   |                  |                     |                     |                     |                     |    |    |            |            |            |            |            |  |
|  |             | C Guccione J Peers      | C Guccione J Peers      | 4           | 5           |  |  |               |                         |                     |                   |                   |   |   | 6                | M López R Nadal     | M López R Nadal     | 6                   | 6                   |    |    |            |            |            |            |            |  |
|  |             | A Bury M Mirny          | A Bury M Mirny          | 64          | 5           |  |  |               |                         |                     | O Marach A Peya   | O Marach A Peya   | 3 | 1 |                  |                     |                     |                     |                     |    |    |            |            |            |            |            |  |
|  |             | O Marach A Peya         | O Marach A Peya         | 7           | 7           |  |  |               | O Marach A Peya         | 6                   | 62                | 6                 |   |   |                  |                     |                     |                     |                     |    |    |            |            |            |            |            |  |
|  |             | B Baker R Ram           | B Baker R Ram           | 6           | 6           |  |  |               | B Baker R Ram           | 4                   | 7                 | 3                 |   |   |                  |                     |                     |                     |                     |    |    |            |            |            |            |            |  |
|  | 4           | G Monfils J-W Tsonga    | G Monfils J-W Tsonga    | 1           | 4           |  |  |               |                         |                     |                   |                   |   |   | 6                | M López R Nadal     | M López R Nadal     | 7                   | 7                   |    |    |            |            |            |            |            |  |
|  | 7           | D Nestor V Pospisil     | 4                       | 6           | 7           |  |  |               |                         |                     |                   |                   |   |   |                  |                     | 7                   | D Nestor V Pospisil | D Nestor V Pospisil | 61 | 64 |            |            |            |            |            |  |
|  | IP          | M Daniell M Venus       | 6                       | 3           | 6           |  |  | 7             | D Nestor V Pospisil     | D Nestor V Pospisil | 6                 | 6                 |   |   |                  |                     |                     |                     |                     |    |    |            |            |            |            |            |  |
|  | Alt         | G Elias J Sousa         | G Elias J Sousa         | 6           | 6           |  |  | Alt           | G Elias J Sousa         | G Elias J Sousa     | 1                 | 4                 |   |   |                  |                     |                     |                     |                     |    |    |            |            |            |            |            |  |
|  | IP          | A Martin I Zelenay      | A Martin I Zelenay      | 4           | 2           |  |  |               |                         |                     |                   |                   |   |   | 7                | D Nestor V Pospisil | D Nestor V Pospisil | 6                   | 6                   |    |    |            |            |            |            |            |  |
|  | IP          | I Marčenko D Molčanov   | I Marčenko D Molčanov   | 4           | 3           |  |  |               |                         |                     | F Fognini A Seppi | F Fognini A Seppi | 3 | 1 |                  |                     |                     |                     |                     |    |    |            |            |            |            |            |  |
|  |             | F Fognini A Seppi       | F Fognini A Seppi       | 6           | 6           |  |  |               | F Fognini A Seppi       | 5                   | 7                 | 6                 |   |   |                  |                     |                     |                     |                     |    |    |            |            |            |            |            |  |
|  | IP          | T Bellucci A Sá         | T Bellucci A Sá         | 7           | 7           |  |  | IP            | T Bellucci A Sá         | 7                   | 5                 | 3                 |   |   |                  |                     |                     |                     |                     |    |    |            |            |            |            |            |  |
|  | 2           | A Murray J Murray       | A Murray J Murray       | 6           | 614         |  |  |               |                         |                     |                   |                   |   |   |                  |                     |                     |                     |                     |    |    |            |            |            |            |            |  |